# Enrique Vernieres
Enrique Pedro Vernieres (Monte Grande, 28 de julho de 1909 – ?) foi um futebolista argentino que atuava como lateral-direito.

## Carreira
Começou sua carreira no Argentinos Juniors, onde atuou entre 1932 e 1933.
No início de 1934, passou pelo Atlanta, que atuou em fusão com o Argentinos Juniors.
Em 1934, chegou ao Boca Juniors. Estreou em 29 de julho e foi titular no bicampeonato nacional de 1934 e 1935.
Em 1936, teve uma rápida passagem pela Seleção Argentina, atuando em 9 de agosto contra o Uruguai.
Sua última partida pelo Boca aconteceu em 19 de dezembro de 1937. Pelo clube, fez 98 jogos e não marcou gols.
Em 1938, junto de Mario Evaristo e Américo Menutti, vieram fazer um teste no Santos, onde atuaram em um amistoso em 3 de novembro de 1938, contra o Flamengo na Vila Belmiro. O trio agradou o treinador Fernando Giudicelli, que propôs um contrato inicial de três meses, mas Vernieres veio a solicitar posteriores ajustes que desagradou Fernando, que interpretou a atitude como descumprimento de palavra.
Em 1940, retornou ao Argentinos Juniors, onde foi campeão da divisão de acesso e encerrou sua carreira.

### Títulos
Boca Juniors
- Campeonato Argentino: 1934 e 1935[5][4][9]

Argentinos Juniors
- Campeonato Argentino - 2ª Divisão: 1940